# Liberia i olympiska sommarspelen 1964
Liberia deltog med en deltagare vid de olympiska sommarspelen 1964 i Tokyo. Landets deltagare erövrade ingen medalj.

## Friidrott
- Wesley Johnson